# 怠惰頌

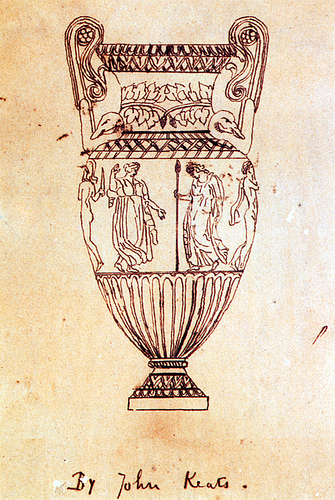
繪有怠惰頌情節的瓶子

〈怠惰頌〉（"Ode on Indolence"，或譯〈懶散之歌〉）是英國詩人約翰·濟慈五首傳世頌體的第一首，寫於1819年春天。其餘是〈希臘古甕頌〉、〈憂鬱頌〉、〈夜鶯頌〉和〈賽琪頌〉。

## 背景
1819年春天，濟慈離開了蓋伊醫院，專心投身於詩歌。1819年3月19日，濟慈在寫給他弟弟的信中討論懶散這個題目。這時他可能已經開始寫頌歌。濟慈的朋友查爾斯·阿米蒂奇·布朗（Charles Armitage Brown）曾轉錄春天頌歌，並提交給出版商理查德·伍德豪斯（Richard Woodhouse）。濟慈寫信給他的朋友莎拉·杰弗里（Sarah Jeffrey）：“我今年已經寫了怠惰頌。”但是，他並不完全滿意〈懶惰頌〉，一直到1848年前遲未公佈。
從濟慈的筆記和文件，無法確定寫定的年代。關於〈怠惰頌〉寫定的時間，道格拉斯·布希（Douglas Bush）堅稱是寫在〈夜鶯〉、〈希臘古甕〉及〈憂鬱〉之後。濟慈傳記作家安德魯·莫宣（Andrew Motion）認為〈懶惰頌〉寫在〈頌心靈〉和〈夜鶯頌〉之後，儘管他承認有沒有辦法準確知道日期。不過，他認為，〈懶惰頌〉可能是最後一首。

## 評價
文學批評家認為〈怠惰頌〉劣於濟慈其他的1819年頌歌。沃爾特·埃弗特（Walter Evert）寫道：“不太可能有人喜愛〈怠惰頌〉，可以肯定的是，這不是濟慈的。為什麼他將它排除在1820年卷外，我們不知道，但它是重複和誇誇其談和結構體弱，這些將是足夠的理由。”
威廉·奧伯（William Ober）聲稱，濟慈描述懶惰時可能在抽鴉片。